# Himmelfahrtskirche (Lukjaniwka)

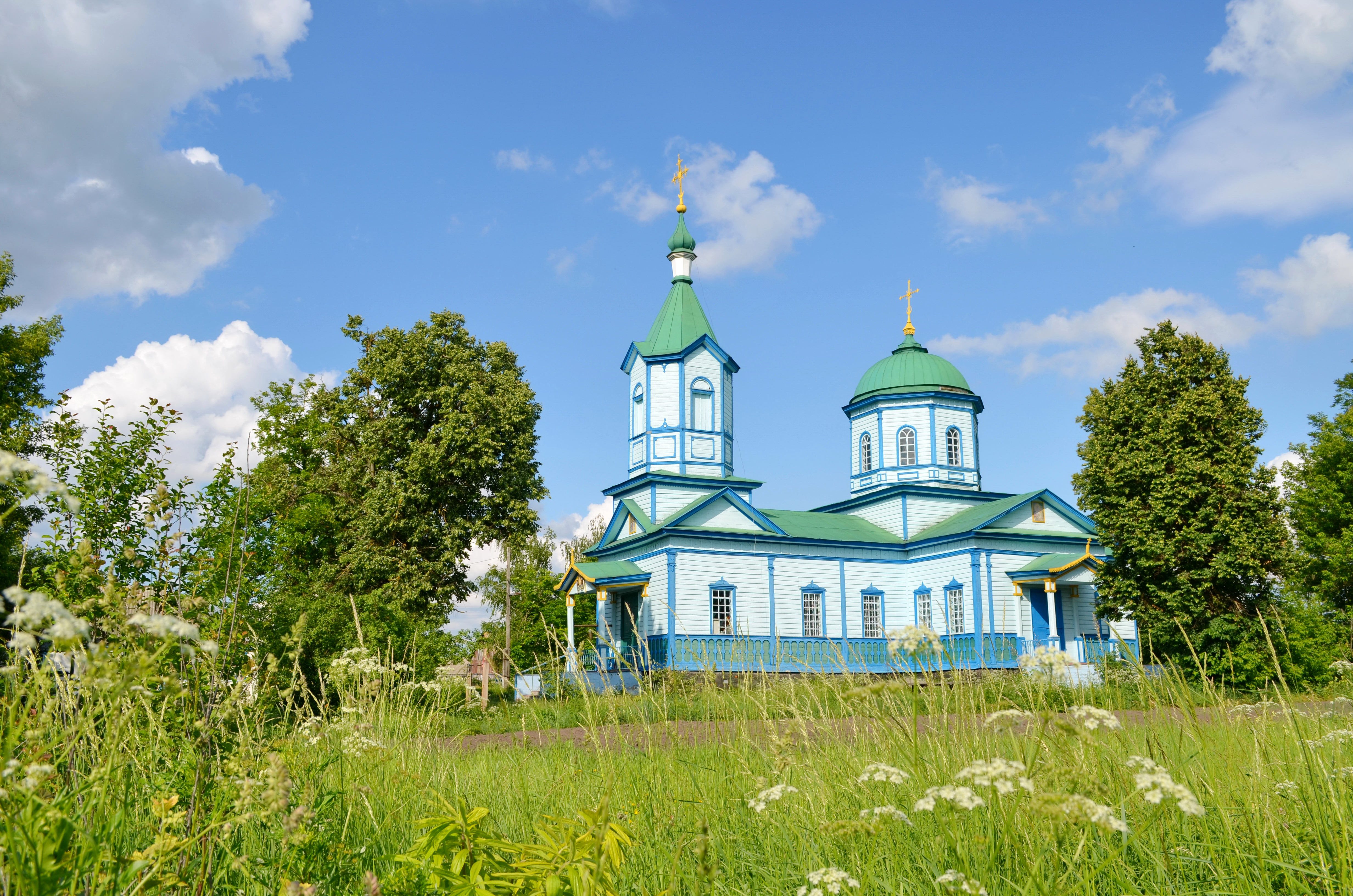
Himmelfahrtskirche in Lukjaniwka

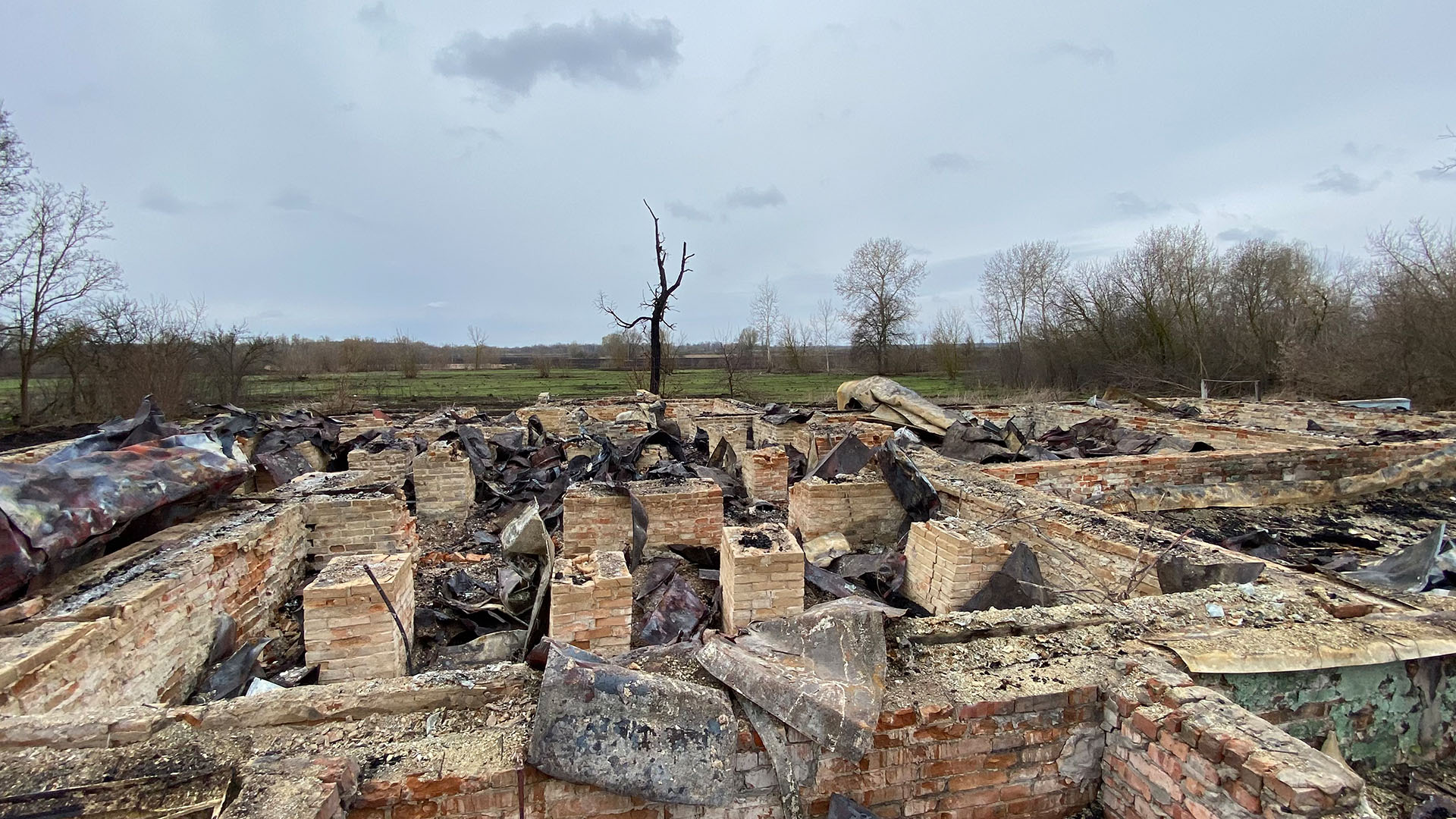
Kirchenreste im April 2022

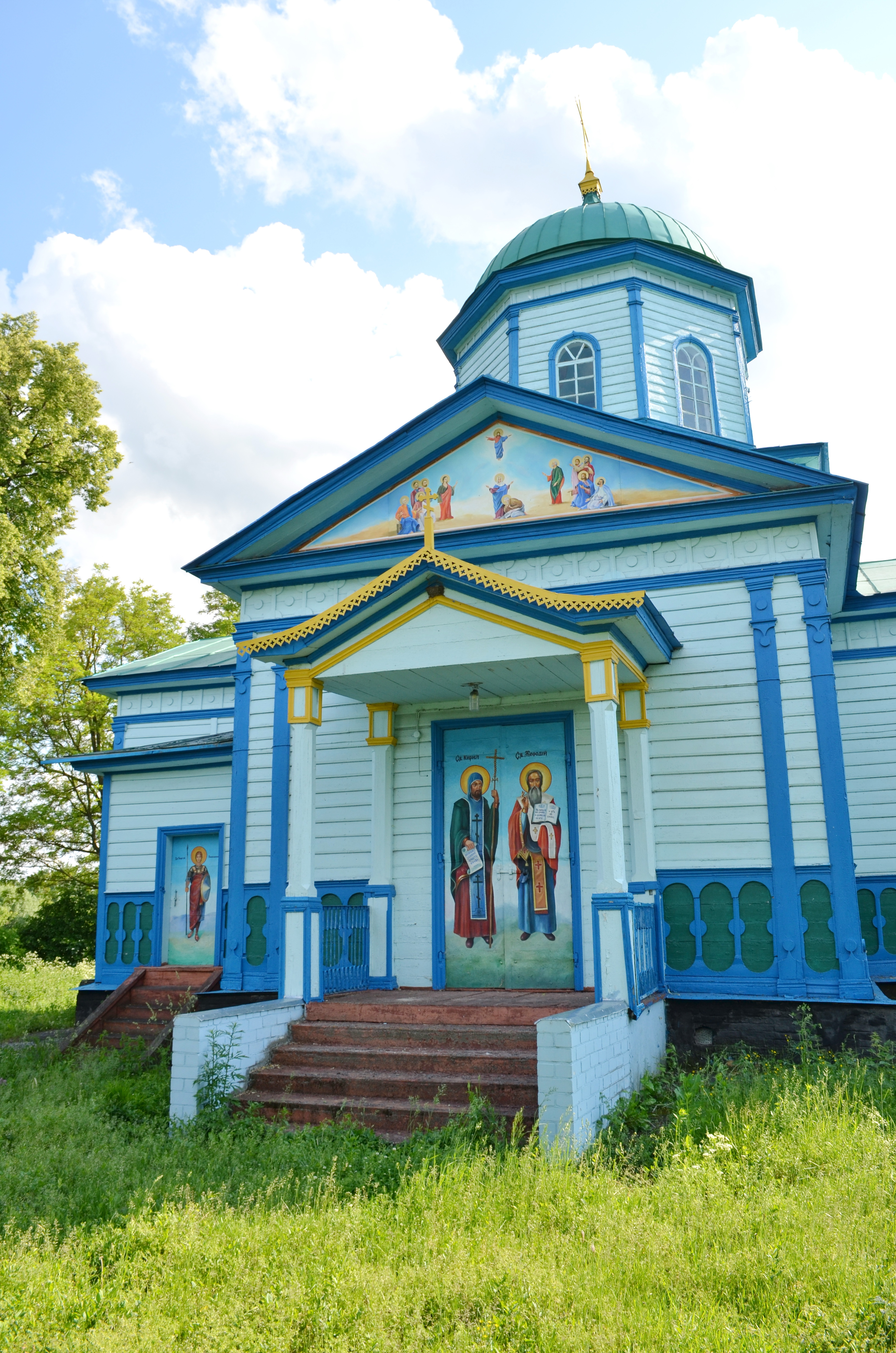
Nordeingang

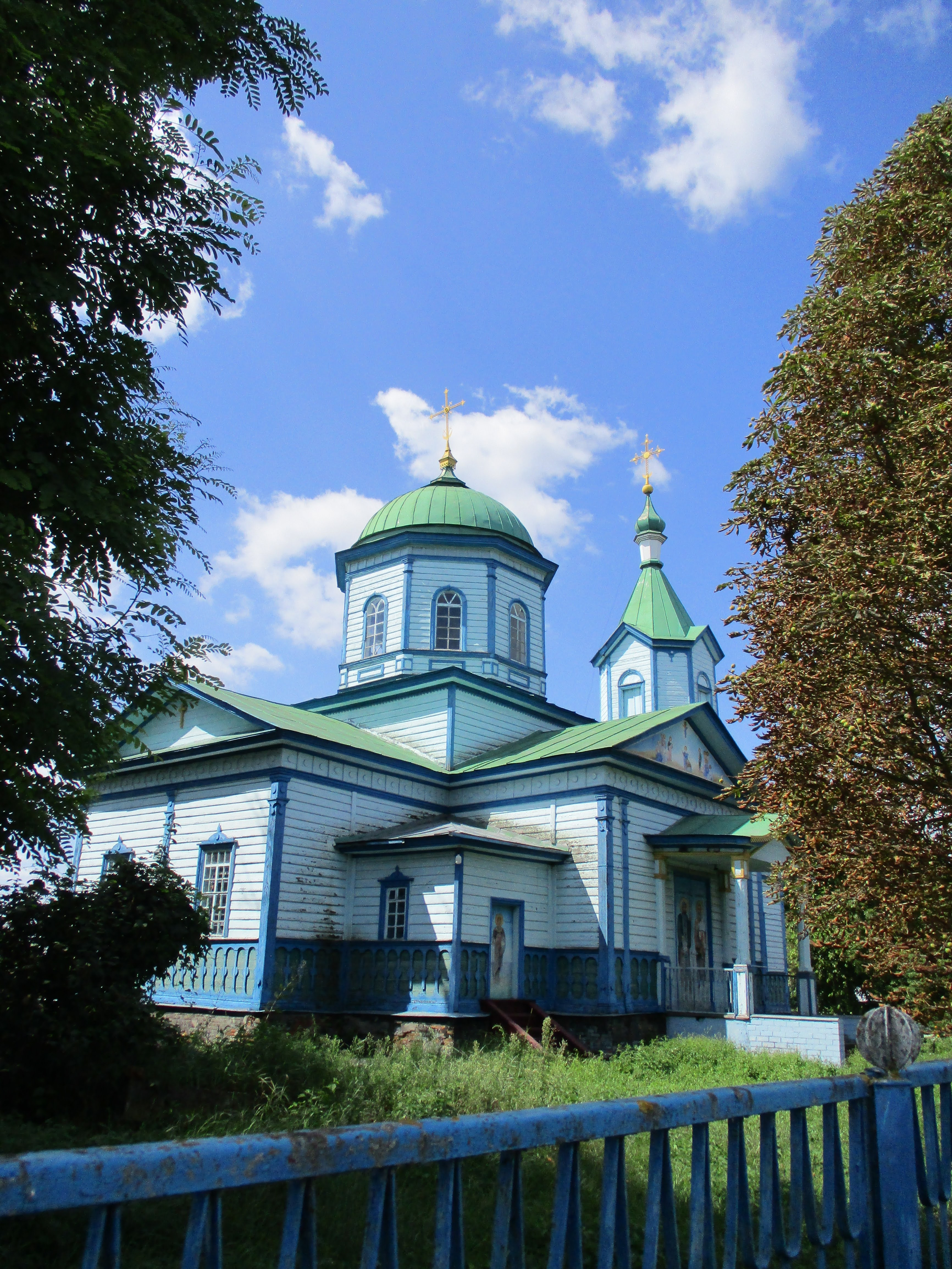
Himmelfahrtskirche in Lukjaniwka

Die Himmelfahrtskirche in Lukjaniwka (ukrainisch Свято-Вознесенська церква, auch Храм Вознесіння Христового) war eine historische Holzkirche im ukrainischen Rajon Browary, die im März 2022 beim Überfall auf die Ukraine durch einen russischen Panzer gezielt zerstört wurde. Sie gehörte zur Eparchie Boryspil der Ukrainisch-Orthodoxen Kirche Moskauer Patriarchats.

## Geschichte
Die Himmelfahrtskirche in Lukjaniwka wurde im Jahr 1879 erbaut. Sie stand anfangs gegenüber ihrer Vorgängerkirche, der Christi-Geburts-Kirche (ukrainisch церква Різдва Христового) von 1758, welche aber bald nach der Fertigstellung abgebaut wurde. In der Zeit der Zugehörigkeit zur Sowjetunion wurde die Himmelfahrtskirche im Jahr 1930 geschlossen, bevor sie in der Zeit der deutschen Besatzung im Zweiten Weltkrieg ab dem Jahr 1941 wieder zugelassen wurde, was auch nach der Rückeroberung durch die Sowjetunion dauerhaft so blieb. Um das Jahr 2009 wurde sie außen neu gestrichen. Im Verlauf der Schlacht um Kiew (2022) wurde die Kirche beim Abzug der russischen Truppen am Morgen des 25. März 2022 gezielt durch einen Panzer mit vier Schüssen in Brand gesetzt, so dass sie vollständig zerstört wurde. Auch etliche Häuser im Umfeld wurden Berichten nach gezielt zerstört. Erhalten blieb allein das Fundament aus Backstein.

## Baubeschreibung
Die orthodoxe Dorfkirche galt als ein typisches Bauwerk der ukrainischen Holzarchitektur, stand aber nicht unter Denkmalschutz. Sie ähnelte der Michaeliskirche von 1866 in Mala Staryzja im benachbarten Rajon Boryspil, wo die Proportionen der Dachaufbauten aber etwas anders gestaltet sind, sowie der einige Wochen zuvor zerstörten Kirche St. Georg in Saworytschi von 1873, deren Glockenturmdach ähnlich auskragend gestaltet wurde. In den Details unterscheidet sie sich aber von beiden Kirchen. 
Der Rechteckbau in Lukjaniwka besaß eine Kuppel auf der Vierung im Osten und einen Glockenturm über dem westlichen Vorbau. Die drei Eingänge im Norden, Süden und Westen der Kirche, zu denen Treppen hinauf führen, waren jeweils durch einen Dreiecksgiebel betont, zudem war ihnen jeweils ein eigener Portikus mit einem zweiten Dreiecksgiebel vorgelagert. Der Sockel des achteckigen Glockenturms war an der Nord- und Südseite zusätzlich mit solchen Giebeln versehen worden, zudem wurden seine Rundbogenfenster nur angedeutet, wohingegen die Kuppel an allen acht Seiten klassizistische Rundbogenfenster aufweist.
Die Erdgeschossfenster wurden alle einheitlich rechteckig gestaltet. Eine zusätzliche horizontale Gliederung wurde durch die sichtbaren Holzbohlen sowie die zweifache Abhebung des unteren Gebäudeteils mit Friesen erreicht. Der untere Fries wurde mit Bögen ausgestaltet, der obere mit Reliefplatten. Die zusätzliche vertikale Gliederung erfolgte mit schmalen blauen Säulen an den Gebäudeecken und teils auch zwischen den Fenstern. Der Giebel des Nordeinganges war mit biblischen Szenen versehen, auf seiner Tür wurden die Heiligen Kyrill und Method dargestellt. Auch die Tür des Anbaus im Nordosten war mit einer Heiligendarstellung verziert.